# Joe Bugner
József Kreul « Joe » Bugner est un boxeur hongrois naturalisé australien né le 13 mars 1950 à Szőreg. Il a fait des apparitions au cinéma, notamment dans des films avec Bud Spencer au tournant des années 1980.

## Carrière sportive
Passé professionnel en 1967, il devient champion d'Europe EBU des poids lourds en 1971 puis de 1972 à 1976 mais échoue pour le titre mondial face à Mohamed Ali le 30 juin 1975,. Bugner met un terme à sa carrière en 1999 sur un bilan de 69 victoires, 13 défaites et 1 match nul.

## Carrière cinématographique
- 1978 : Mon nom est Bulldozer (Le chiamavano Bulldozer) de Michele Lupo (VF : Alain Dorval)
- 1979 : Cul et Chemise (Io sto con gli ippopotami) de Italo Zingarelli (VF : Patrick Préjean)
- 1979 : Le Shérif et les Extra-terrestres (Une Sceriffo extraterrestre) de Michele Lupo (VF : Alain Dorval)
- 1981 : On m'appelle Malabar (Occhio alla penna) de Michele Lupo